# Carole Freeman
Pour les articles homonymes, voir Freeman.
Carole Freeman est une femme politique québécoise. Jusqu'en 2011, elle était députée à la Chambre des communes du Canada, représentant la circonscription québécoise de Châteauguay—Saint-Constant sous la bannière du Bloc québécois. Elle a été porte-parole adjointe en matière de sécurité publique et de justice ainsi qu'en matière de Ressources naturelles. Elle est porte-parole du Bloc québécois en matière d'ainés, d'éthique et d'accès à l'information entre octobre 2008 et 2011.

## Biographie
Elle a entamé ses études universitaires en science politique pour ensuite se tourner vers le droit. Après avoir obtenu son Bac ès arts de l’Université de Montréal puis son Barreau, elle pratiquera le droit pendant plus de vingt ans.
Coprésidente du comité du Oui en 1995, elle a aussi été candidate pour le Parti québécois en 1998 et devient députée fédérale en 2006, réélue en 2008, chaque fois avec une majorité de plus de 14 000 voix.
Préoccupée par les actes menés contre les minorités, Carole Freeman a déposé en 2008 le projet de loi c-384 qui rend criminel tout méfait contre un établissement occupé par un groupe identifiable. Chose rare au parlement canadien, l'initiative de madame Freeman a rallié tous les partis ainsi que les groupes de défense des droits des minorités du Québec et du Canada.
En avril 2010, Carole Freeman dépose le projet de loi C-516 qui vise à améliorer le sort des aînés vivant sous le seuil de la pauvreté.
Elle est défaite par le néo-démocrate Sylvain Chicoine lors des élections de 2011, alors que le Québec était balayé par la Vague orange.